# Título de deuda pública
El título de deuda pública es un título valor que refleja una deuda que el Estado contrae con un inversor. Se encuentra dentro de las posibles inversiones en renta fija.
El inversor, por su parte, puede hacer dos cosas con el título: esperar a su vencimiento y cobrar el montante invertido y los intereses, o revender el título, en cuyo caso su ganancia dependerá del precio obtenido que a su vez depende del tiempo transcurrido (intereses devengados hasta la fecha) y el tipo de interés de mercado (precio al que se emiten en ese momento los nuevos títulos).
A su vez, y dependiendo de su plazo, los títulos de deuda pública pueden ser:
- Letras a corto plazo (duración de un año o menor). Estos títulos no explicitan una tasa de interés sino que el comprador obtiene un rendimiento comprando un título por un precio inferior al precio de rendición o vencimiento (descuento).
- Bono a medio plazo, con duración mayor de entre uno y cinco años y con tipos de interés explícitos.
- Obligaciones a largo plazo, con duración mayor de cinco años y con tipos de interés explícitos.

- Datos: Q6154590